# James Carson (Wasserballspieler)
James G. Carson (* 30. Juli 1901 in San Francisco; † 13. Mai 1964 ebenda) war ein US-amerikanischer Wasserballspieler.

## Karriere
Carson nahm 1920 an den Olympischen Spielen teil. In Antwerpen erreichte er mit der US-amerikanischen Nationalmannschaft den vierten Rang.
Neben seiner sportlichen Karriere praktizierte er als Arzt. Später diente er als Captain in der US Navy.